# Les Oubeaux
Les Oubeaux település Franciaországban, Calvados megyében. Lakosainak száma 209 fő (2018. január 1.). Les Oubeaux Castilly, Neuilly-la-Forêt és Vouilly községekkel határos.

## Népesség
A település népességének változása:
| Lakosok száma | 315  | 272  | 260  | 264  | 232  | 220  | 219  | 216  | 212  | 209  |
|               | 1968 | 1975 | 1982 | 1990 | 1999 | 2011 | 2013 | 2015 | 2017 | 2018 |